# Île aux oiseaux (Préverenges)
Die île aux oiseaux («Vogelinsel») ist eine aufgeschüttete, künstliche Insel im Genfersee. Sie befindet sich am Nordufer des Sees in der Nähe der Mündung der Venoge auf dem Gebiet der Gemeinde Préverenges. Sie umschliesst einen windgeschützten Flachwasserbereich, aus dem eine kleinere Nebeninsel herausragt und dient als Rastplatz für Zugvögel, die den Genfersee und speziell die Venogemündung als Zwischenstopp nutzen. Nach mehreren Jahren der Planung wurde die Insel in den Jahren 2001 und 2002 angelegt. Schon im ersten Jahr ihres Bestehens stieg die Zahl der beobachteten Zugvögel in Préverenges deutlich.

## Geographie
Die île aux oiseaux befindet sich an der Nordufer des Genfersees auf dem Gebiet der Gemeinde Préverenges, etwa 300 Meter westlich der Mündung der Venoge. Sie besteht aus einer 2100 m² grossen, halbmondförmigen Insel, die in wenige Meter tiefem Wasser dem Ufer vorgelagert ist und eine Fläche von etwa 1,5 Hektar vor Wind und Wellen schützt. Die Insel wurde aus verschiedenen Materialien aufgeschüttet.
Bei Hochwasser beträgt die höchste Erhebung auf der Insel etwa 1,2 Meter, während nur eine kleinere, etwa 160 m² grosse Insel über Wasser liegt. Bei Niedrigwasser liegen weitere Flächen über Wasser und stellen den Vögeln Nahrung bereit.
Die Insel und die von ihr umschlossene Fläche steht unter besonderem Schutz. Das Betreten der Insel oder Baden ist verboten. Am angrenzenden Ufer müssen Hunde an der Leine geführt werden.

## Planung und Bau
Dem Bau der île aux oiseaux gingen mehrere Jahre des Studiums der Zugvögel an der Venogemündung voraus. 1986 wurde eine erste Skizze des Projekts vom Centre de conservation de la faune et de la nature abgelehnt. Man befürchtete, dass die Insel das Erscheinungsbild des Ufers beeinträchtigen könnte. 1995 wurde wiederum ein Projekt dem Office fédéral de l’environnement, des forêts et du paysage (Eidg. Bundesamt für Umwelt, Wald und Landwirtschaft, heute Bundesamt für Umwelt) vorgestellt, das Informationstafeln am Ufer und eine künstliche Insel vorsah. Dieses Projekt wurde mit etwa 60'000 Franken subventioniert, 1996 wurden die Informationstafeln aufgestellt, und 1997 wurde das Projekt der île aux oiseaux in der Zeitschrift Nos Oiseaux vorgestellt.
Zwischen April und Mai 1998 drehte L. Maumary einen Film über Zugvögel im Gemeindegebiet von Préverenges, um die Öffentlichkeit auf das Thema aufmerksam zu machen. Der Film wurde anschliessend bei Gemeindeversammlungen der umliegenden Gemeinden gezeigt. 1999 begannen die Vermessungsarbeiten, und im Dezember 2000 erhielt das Projekt die Baugenehmigung. Der Bau der Insel dauerte bis zum Jahr 2002.
Insgesamt wurde 3750 m² Material aufgeschüttet, grösstenteils Sand und Kies aus dem Flussbett der Venoge und einem französischen Steinbruch. Finanziert wurde der Bau hauptsächlich durch Gelder verschiedener Stiftungen und Umweltorganisationen (etwa 500'000 Franken), teilweise durch öffentliche Gelder (etwa 60'000 Franken). Den Baukosten von etwa 530'000 Franken standen Einnahmen von 570'000 Franken gegenüber. Die nicht genutzten Mittel wurden für zusätzliche Informationstafeln, Bojen und allfällige Unterhaltsarbeiten verwendet.

## Flora und Fauna

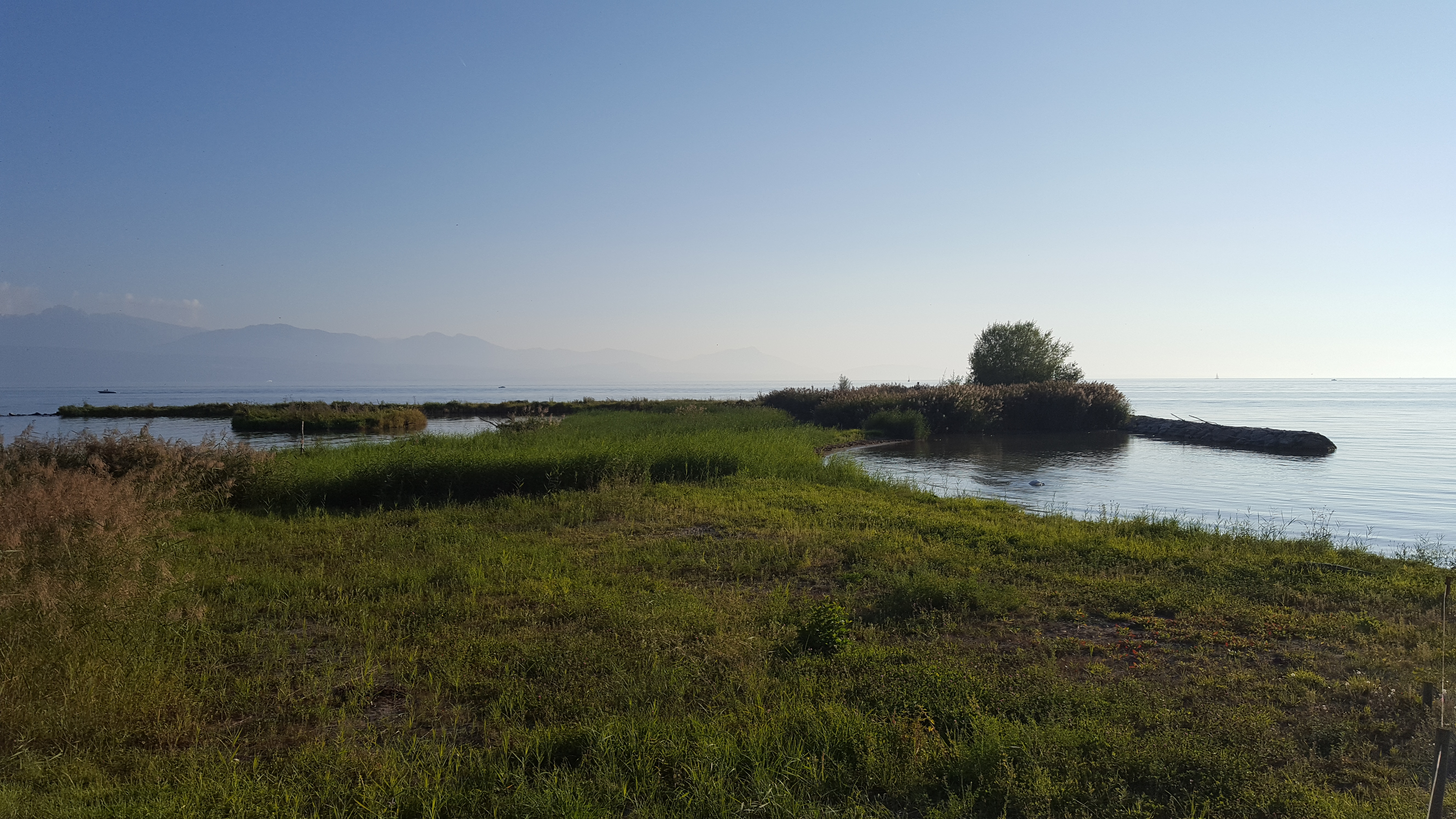
île aux oiseaux vom Ufer aus gesehen

Das Ziel des Projektes war es, einen Ruheplatz für Zugvögel zu finden, die aufgrund des Verschwindens natürlicher Ufergebiete kaum Nahrung finden und häufig von Spaziergängern gestört wurden. Die künstliche Insel sollte ihnen einen Aufenthaltsort anstelle der natürlichen Uferbereiche geben. 
Die hauptsächlich aus dem Sand des Flusses Venoge bestehende Insel wurde nach der Fertigstellung schnell von Pflanzen besiedelt. Bereits 2002 wurden etwa 100 verschiedene Arten beobachtet. Nach einem Jahr dominierten einjährige Pionierpflanzen, die man auch an Wegesrändern findet wie zum Beispiel Löwenzahn oder Brennnessel. Brombeersträucher waren auch schon vorhanden, sie werden seither regelmässig entfernt, damit sie die Insel nicht völlig überwuchern. Heute sind beide Inseln komplett mit Gras bewachsen, auf der grösseren Insel haben sich auch kleinere Bäume angesiedelt.
Schon vor der endgültigen Fertigstellung Ende 2002 wurden zahlreiche Wasservögel auf der Insel gesichtet, allein zwischen April und Juni 14 Möwenarten und 27 verschiedene Arten von Stelzvögeln. Die Gesamtzahl der beobachteten Vögel betrug im Jahr 2002 etwa 1500. Eine solche Anzahl wurde davor nur in Jahren mit niedrigem Wasserstand beobachtet. Da der Wasserstand des Genfersees alle vier Jahre um etwa 30 cm nach unten reguliert wird, um eine Reinigung der Ufergebiete zu ermöglichen, stehen Wasservögeln in diesen Jahren grössere flache oder wasserfreie Küstengebiete zur Verfügung, 2002 kamen dagegen sogar mehr Vögel als in den Niedrigwasserjahren 1992, 1996 und 2000. Die île aux oiseaux scheint daher ihren Zweck als Ruhestätte für Zugvögel zu erfüllen. Bis 2021 wurden über 230 verschiedene Vogelarten beobachtet, darunter auch seltene Arten wie Drosseluferläufer, Eistaucher oder Seidenreiher.